# تشارلز باتريك إيوينغ
تشارلز باتريك إيوينغ (بالإنجليزية: Charles Patrick Ewing)‏ هو محامي أمريكي، ولد في 1949.